# 1612 au théâtre
| Années du théâtre : 1609 - 1610 - 1611 - 1612 - 1613 - 1614 - 1615    |
| Décennies du théâtre : 1580 - 1590 - 1600 - 1610 - 1620 - 1630 - 1640 |

## Événements
- À partir de 1612, les troupes de femmes du théâtre kabuki au Japon voient émerger la concurrence d'un kabuki joué par des hommes, qui aboutira à l'interdiction des troupes de femmes.

## Pièces de théâtre publiées
- Les Fantaisies de Bruscambille, Paris, Jean de Bordeaulx (Lire sur Gallica).

## Pièces de théâtre représentées
- Échec des premières représentations de la tragédie The White Devil (Le Démon Blanc) de John Webster, Londres, Red Bull Theatre.

## Naissances
- 7 février : Thomas Killigrew, dramaturge anglais, mort le 19 mars 1683.
- 15 octobre : Isaac de Benserade
- Date précise non connue :
  - Jean Banchereau, dit Richemont-Banchereau, jurisconsulte et auteur dramatique français, mort en 1676.

## Décès
- octobre :  Juan de la Cueva, poète et dramaturge espagnol, né le 23 octobre 1543.